# Henri de Ferrières
Henri de Ferrières (* im 14. Jahrhundert; † im 14. Jahrhundert) war ein französischer Jagdschriftsteller.

## Leben und Werk
Henri de Ferrières entstammte der Normandie. Mehr ist über ihn nicht bekannt. Er war der Autor des zwischen 1354 und 1377 geschriebenen Livre de chasse du Roi Modus et de la Reine Ratio, bestehend aus den beiden Teilen Le Livre des deduis und Le Songe de pestilence. Der Text schließt mit drei Gedichten; zwei wenden sich an den französischen König  Karl V. und eines an die Muttergottes. Das Werk entstand etwa zeitgleich mit dem Buch von der Jagd von Gaston Phoebus und dem Roman des Deduis von Gace de La Buigne. Während letztere aristokratischen Ursprungs und elegant geschrieben sind, ist das Jagdbuch des Henri de Ferrières stilistisch schwerfällig und mit moralischen, religiösen und didaktischen Elementen überladen. Es wurden 36 Manuskripte gefunden. Bis 1560 erschienen 10 alte Ausgaben. Die moderne Forschung zu Henri de Ferrières ist wesentlich von Gunnar Tilander geprägt.
Henri de Ferrières ist nicht mit Henry de Ferrers zu verwechseln, der im französischen Sprachraum ebenfalls unter dem Namen Henri de Ferrières bekannt ist.

## Ausgaben (Auswahl)
- Le livre du roy Modus et de la royne Racio, nouvelle édition, conforme aux manuscrits de la Bibliothèque royale. Blaze, Paris 1839. (Vorwort von Elzéar Blaze, 1788–1848)
- Les livres du roy Modus et de la royne Ratio. Hrsg. Gunnar Tilander. 2 Bde. Société des anciens textes français, Paris 1932.
- Le Livre de chasse du roy Modus transcrit en français moderne avec une introduction et des notes par Gunnar Tilander. A. Ardant, Limoges 1973. (Manuskript Nr. 12399 der BNF)
- Le Livre de la chasse du roi Modus. Manuscrit 10218 de la Bibliothèque royale de Belgique. Adaptation en français moderne par Gunnar Tilander. 2 Bde. Club du livre, Paris 1989. (mit einer Studie von Dagmar Thoss)